# La società del rischio
La società del rischio. Verso una seconda modernità (Risikogesellschaft. Auf dem Weg in eine andere Moderne) è un saggio del 1986 del sociologo tedesco Ulrich Beck, pubblicato in italiano da Carocci Editore nel 2000.

## Tesi
La tesi principale di Beck è la contrapposizione dell'attuale "società del rischio" alla precedente "società classista". Il trapasso all'attuale società è stato favorito dal processo di modernizzazione, che ha permesso l'evoluzione della precedente "società di scarsità" (in cui il principale problema era la redistribuzione della ricchezza).
Il nuovo problema è dunque la distribuzione del rischio, inteso come "un modo sistematico di trattare le insicurezze e le casualità indotte e introdotte dalla modernità stessa". Il rischio che la società attuale è costretta ad affrontare trascende le abituali frontiere, è difficilmente riconoscibile (e pertanto difficilmente assicurabile) ed è sistemico (derivante cioè dalla natura stessa delle tecniche di produzione moderne, una sorta di "effetto indesiderato" delle stesse).
Il vantaggio di tale trasformazione risiede nella maggiore "democraticità" della scienza e della tecnologia: nella società classista scienza e tecnologia sono isolate "su una torre d'avorio", e quindi irraggiungibili dai profani, mentre nell'attuale società trasformata esse sono diventate più "aperte" e autocritiche.

## Influenza
Zygmunt Bauman lo definisce uno dei libri più influenti pubblicati nell'ultimo decennio.

## Edizioni
- (DE) Ulrich Beck, Risikogesellschaft. Auf dem Weg in eine andere Moderne, 1ª ed., Frankfurt a. M., Suhrkamp, 1986, ISBN 3-518-13326-8.
- (EN) Risk Society: Towards a New Modernity, traduzione di Mark Ritter, London, Sage Publications, 1992, ISBN 978-0-8039-8346-5.
- La società del rischio. Verso una seconda modernità, traduzione di Walter Privitera, Carlo Sandrelli, 1ª ed., Carocci Editore, 2000, ISBN 88-430-1650-4.